# Пршеровский расстрел
Прше́ровский расстре́л (чеш. Přerovský masakr) — массовая расправа над немецким гражданским населением в послевоенной Чехословакии в 1945 году.

## История
В ночь с 18 июня на 19 июня 1945 группа немецких беженцев из небольшого гемерского городка Добшина проезжала на поезде через моравский город Пршеров. Поезд был остановлен подразделением контрразведки во главе с лейтенантом Каролем Пазуром из 17-го пехотного полка чехословацкого корпуса генерала Свободы. Лейтенант Пазур был в прошлом членом словацкой Глинковой Гарды, которая тесно сотрудничала с немецкими оккупационными властями. Немцы были выведены из поезда и расстреляны. Тела были погребены в массовой могиле.
Были убиты 265 человек, в том числе 71 мужчина, 120 женщин и 74 ребёнка, самому младшему из которых было 8 месяцев. Сразу после убийства Пазур был арестован сотрудниками НКВД, но после допроса был освобождён. На следующий день советский комендант Пршерова Ф. Попов отдал приказ арестовать Пазура, но тот уже уехал из города и находился в Словакии. Попов послал документы о расследовании чехословацким органам. В 1947 году Пазур был осуждён военным судом в Братиславе на 7 лет, в 1949 высший военный суд в Праге увеличил срок наказания до 20 лет, но уже в 1951 году Пазур вышел на свободу по амнистии.